# إيف (مغنية راب)
'
إيف جيهان جيفرز كوبر (مواليد 10 نوفمبر 1978) مغنية وممثلة أمريكية. في عام 1999 أصدرت ألبومها الأول ، Let There Be Eve ... السيدة الأولى لـ Ruff Ryders ، والذي وصل إلى المركز الأول على Billboard 200 ، مما جعلها ثالث مغنية راب تحقق هذا الإنجاز ، وحصلت على شهادة البلاتين المزدوج من التسجيل. رابطة الصناعة الأمريكية (RIAA). أنتج الألبوم الأغاني الفردية "What Ya Want" (التي تضم Dru Hill) و "Love Is Blind" و "Gotta Man". في نفس العام ، ظهرت في أغنية "You Got Me" الحائزة على جائزة جرامي The Roots ، بالإضافة إلى أغنية Hot Boyz للمخرج Missy Elliott ، والتي بلغت ذروتها ضمن المراكز العشرة الأولى في Billboard Hot 100.

## روابط خارجية
- إيف على موقع IMDb (الإنجليزية)
- إيف على موقع ميوزك برينز (الإنجليزية)
- إيف على موقع أول موفي (الإنجليزية)
- إيف على موقع إن إن دي بي (الإنجليزية)
- إيف على موقع أول ميوزيك (الإنجليزية)
- إيف على موقع ديسكوغز (الإنجليزية)
- إيف على موقع قاعدة بيانات الفيلم (الإنجليزية)